# Піску (Ілфов)
Піску (рум. Piscu) — село у повіті Ілфов в Румунії. Входить до складу комуни Чолпань.
Село розташоване на відстані 33 км на північ від Бухареста, 108 км на південь від Брашова.

## Населення
За даними перепису населення 2002 року у селі проживали 782 особи, усі — румуни. Усі жителі села рідною мовою назвали румунську.